# Литийный прибор

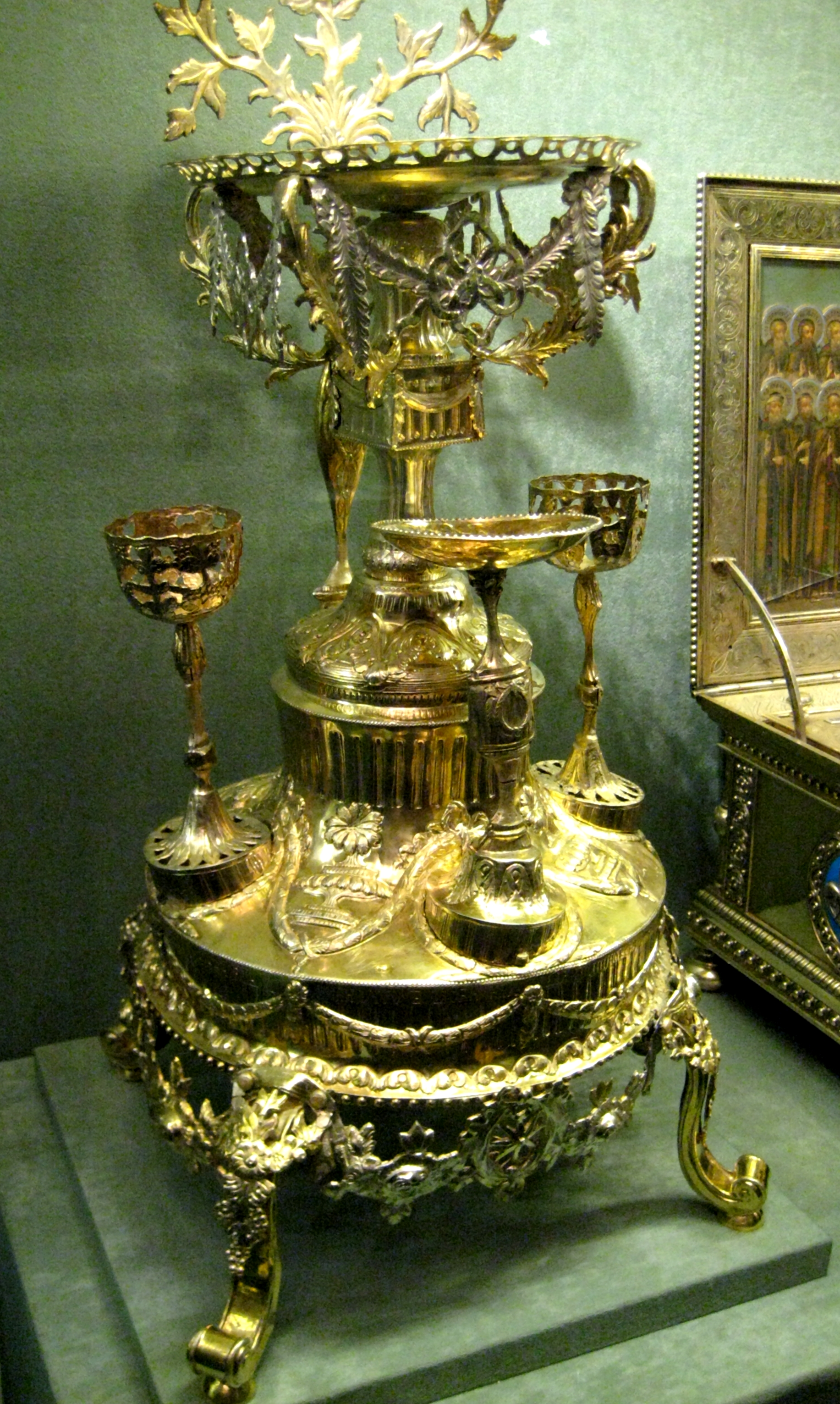
Литийный прибор. Москва, 1789. Серебро, чеканка, гравировка, золочение. На тарели для хлебов изображение: Голгофский крест на фоне града Иерусалима. Надпись: «Се агнецъ божій вземляй грехи всего мира».

Литийный прибор (от «лития»; литийное блюдо, литийница) — богослужебная утварь для освящения хлебов, пшеницы, вина и елея.

## Описание
Является металлическим блюдом, которое соединяется с круглым основанием высокой ножкой. На основании укреплены стаканчики для пшеницы, вина и елея (масла). Со стороны сосуда, во время литии обращенной к алтарю, прикреплен подсвечник для трех свечей в форме ветви с тремя листьями. Древнейшая из известных литийниц сохранилась в монастыре святой Екатерины на Синае.
В некоторых литийницах может отсутствовать стаканчик для пшеницы (например, у старообрядцев принято в соответствии с древним обычаем класть хлеб поверх зёрен пшеницы).

## Символика
На это блюдо во время литии кладутся пять хлебов, которые являются напоминанием о чуде Христовом Насыщения народа пятью хлебами. Сосуды с пшеницей, вином и елеем символизируют, в отличие от небесной сферы, о трудах земных, поскольку являются плодами труда человеческому. Трехсвечник символизирует древо жизни, а три свечи — Троицу. Форма круга прибора напоминает о вечности даров Божией благодати.

## Обряд
Чин освящения хлебов, вина и елея по уставу совершался в притворе (сейчас — обычно в храме). Для литийницы устанавливают особый столик-«четвероножец» (греч. τετραπόδιον). Выйдя из алтаря, священник читает молитвы на освящение хлебов, что означает, что «Господь посылает Свою милость всем людям, независимо от их звания, и всех зовет на трапезу Отца Своего».